# Nikolskoïe-Viazemskoïe

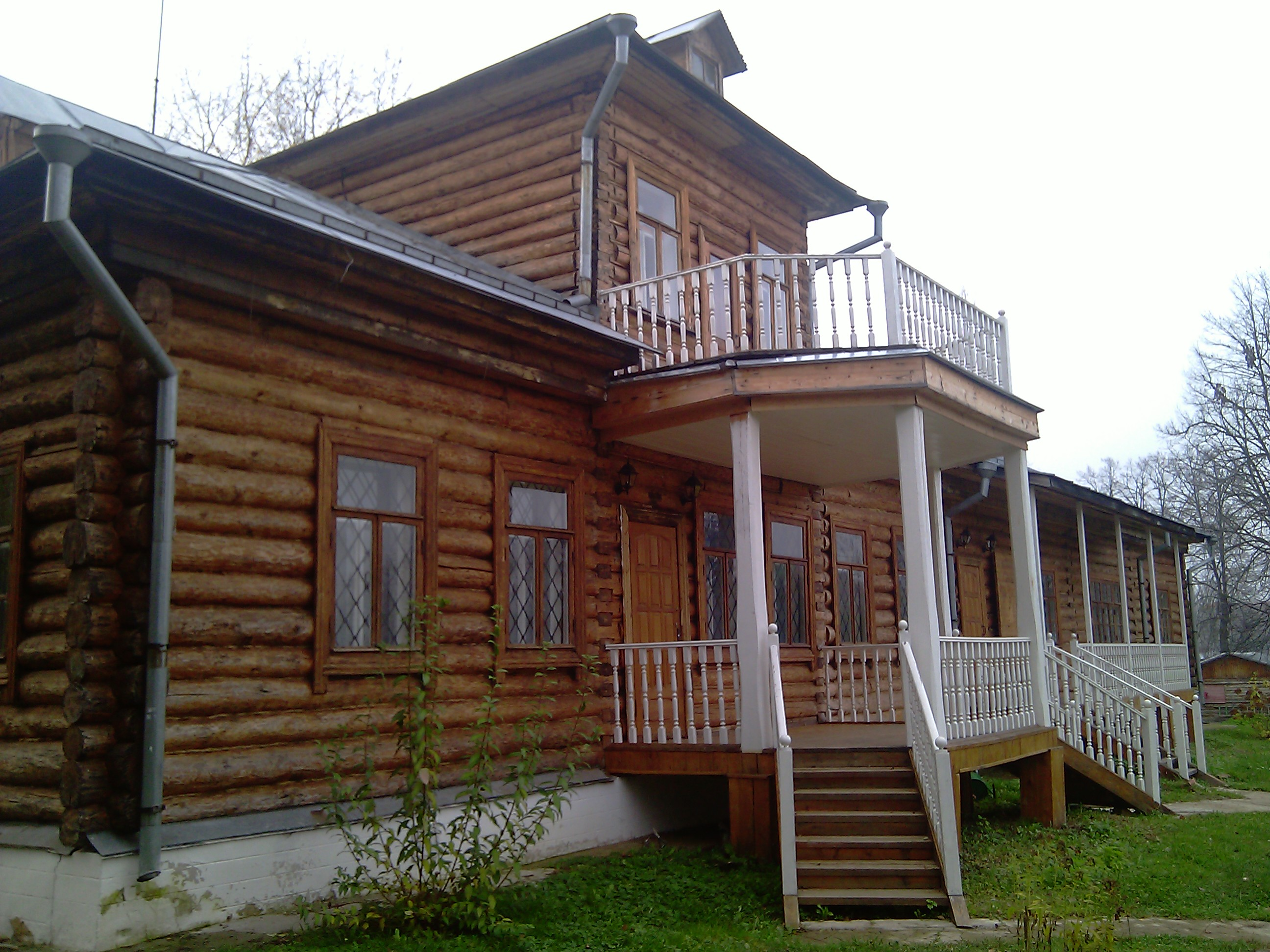
Façade de la demeure.

Nikolskoïe-Viazemskoïe est un ancien domaine de la famille Tolstoï en Russie situé au village du même nom dans l'oblast de Toula et le raïon de Tchern. C'est aujourd'hui une dépendance du musée de Iasnaïa Poliana.

## Historique
Son histoire commence dans la seconde moitié du XVIIIe siècle. En 1797, le domaine appartient à la comtesse Tolstoï, née princesse Pélagie Gortchakov, épouse d'Ilya Tolstoï, grand-père de l'écrivain Léon Tolstoï. Le domaine avec sa maison campagnarde passe par héritage à divers membres de la famille Tolstoï. En 1860, après la mort du comte Nicolas Tolstoï (frère aîné de l'écrivain), il en hérite. Léon Tolstoï y habita pour travailler à des récits et à sa nouvelle Les Cosaques, ainsi qu'à son roman Guerre et Paix. Il s'y rendit pour la dernière fois en 1910, quatre mois avant sa fuite de Iasnaïa Poliana.
La demeure a passablement souffert pendant les années de la Grande Guerre patriotique. Dans les années 1980, l'usine de construction mécanique Riabikov de Toula, qui gérait le complexe domanial, s'employa à restaurer la demeure pour en faire un musée consacré à la famille Tolstoï en s'appuyant sur des photographies anciennes. La maison de bains du bord de la rivière Tchern Чернь (приток Зуши) (ru) fut aussi restaurée, tandis qu'on élargissait certaines allées du parc. L'église du domaine, consacrée à l'Assomption, fut aussi réhabilitée avec un nouveau clocher.
La cérémonie d'inauguration se tint le 6 septembre 1986. En 1988, une sculpture représentant Léon Tolstoï fut dévoilée près de l'entrée.

## Source de la traduction
- (ru) Cet article est partiellement ou en totalité issu de l’article de Wikipédia en russe intitulé « Никольское-Вяземское (усадьба) » (voir la liste des auteurs).